# James Bond jagt Goldfinger
Goldfinger (deutsche Erstauflage James Bond contra Goldfinger) ist der siebte James-Bond-Roman von Ian Fleming und wurde 1959 in England erstmals veröffentlicht. Der britische Superspion bekommt es mit einem Goldschmuggler zu tun, der die US-Goldreserven aus Fort Knox stehlen will. Die erfolgreiche Verfilmung aus dem Jahr 1964 mit Sean Connery und Gert Fröbe wurde zur Blaupause für nachfolgende Bond-Filme.

## Handlung
Im Jahre 1957 ist der 36-jährige James Bond gerade auf der Rückreise von einem Auftrag in Mexiko und verweilt am Flughafen von Miami. Dort wird er überraschend von Junius Du Pont angesprochen, den Bond noch aus Royale-les-Eaux kennt. Dieser erwähnt Bonds gutes Kartenspiel, das damals Le Chiffre in die Knie gezwungen hat. Da Du Pont vermutet, dass ihn sein letzter Spielpartner um viel Geld betrogen hat bittet er Bond, dies zu überprüfen. Da sein Flug gestrichen wird, willigt Bond ein.
In einem Clubhotel treffen Du Pont und Bond dann auf Auric Goldfinger, einen etwas untersetzten Letten, der schon vor dem Krieg nach England immigrierte und mittlerweile ein angesehener Edelmetallhändler ist. Tatsächlich betrügt dieser beim Canasta mit Hilfe seiner Assistentin Jill Masterton, was Bond aufdeckt. Mit einem Fernglas kann Masterton direkt in Du Ponts Blatt schauen und Goldfinger Tipps geben, die dieser mit seinem als  Hörgerät getarnten Funkgerät empfängt, das er wegen vorgeblicher Schwerhörigkeit trägt. Bond kann ihn dazu bringen, sein ermogeltes Geld Du Pont zurückzuerstatten.
Zurück in London erhält Bond den Auftrag, herauszufinden wer es sei, der größere Mengen Gold aus England herausschmuggelt und wie dieser Schmuggel durchgeführt wird. Die Bank of England hat schon Ermittlungen angestellt und der Verdacht fällt auf Goldfinger. Um näher an ihn heranzukommen, beschließt Bond, persönlich mit ihm in Kontakt zu treten und so sorgt er dafür, dass sich beide auf einem Golfplatz bei Reculver begegnen. Bond und Goldfinger spielen ein Match, wobei Goldfinger auch hier offensichtlich betrügt. Durch einen geschickten Balltausch kann Bond ihn überlisten, womit Goldfinger das letzte und entscheidende Loch verliert. Anschließend lädt Goldfinger Bond zum Abendessen ein.
Bond wird von Goldfinger unter einem Vorwand allein gelassen, so dass dieser die Villa und Teile der nahen Fabrik durchsuchen kann. Er kann jedoch nichts verdächtiges herausfinden. Einzig die Beobachtung der Fabrikarbeiter, die Teile von Goldfingers Rolls-Royce Silver Ghost neu zusammensetzen, macht ihn etwas stutzig. In der Villa erkennt Bond, dass Goldfinger ihn die ganze Zeit hat filmen lassen, um mehr über ihn zu erfahren. Er kann die Aufnahmen jedoch zerstören und dies Goldfingers Katze anhängen. Goldfinger stellt seinen Leibwächter Oddjob vor, einen koreanischen Karate-Meister, der außerdem einen Bowler mit metallener Krempe trägt, den er wie eine Frisbeescheibe mit großer Wucht werfen kann. Nach dem gemeinsamen Essen trennen sich beide wieder; Bonds Tarnung ist weiterhin intakt.
Mit dem Wissen, dass Goldfinger am nächsten Tag aufs europäische Festland reisen will, begibt sich auch Bond zum Flughafen Lydd. Er gibt sich als Beamter von Scotland Yard aus und kann einen mobiles Ortungsgerät am Rolls-Royce anbringen. Dadurch kann ihn Bond den ganzen Tag durch Frankreich verfolgen. In Mâcon provoziert Bond einen leichten Unfall mit Tilly Soames. Die junge Frau und ihr Triumph verfolgen Goldfinger ebenfalls schon eine Weile. In Bonds Wagen, einem Aston Martin DB Mark III fahren beide weiter Richtung Genf, wo Goldfingers Unternehmen Enterprises Auric eine Niederlassung im nahegelegenen Coppet hat. Bond fällt es schwer, zu urteilen, warum Tilly ebenfalls hinter Goldfinger oder vielleicht sogar ihm selbst her ist.
Nachts untersucht Bond das Firmengelände und stößt überrascht erneut auf Tilly, die sich als Tilly Masterton herausstellt, Jills Schwester. Sie will Goldfinger töten, da dieser Jill ermordet hat, indem er sie vollständig mit Gold übermalen ließ und sie somit erstickte. Das Bild des reichen Geschäftsmannes, der augenscheinlich nur etwas zu verbergen hatte und das sich im Verlauf der Handlung bereits zu wandeln begann, lässt Goldfinger nun vollends als einen skrupellosen, brutalen Unmenschen erscheinen. Durch ihr ungeschicktes Verhalten werden die beiden von Oddjob entdeckt und zu Goldfinger gebracht. Da Bond ihn direkt attackiert, wird er von Oddjob bewusstlos geschlagen. Als er wieder zu sich kommt, befindet er sich auf eine Metallplatte geschnallt und soll von einer Säge zerteilt werden. Goldfinger verhört Bond, um mehr Informationen über seinen Auftrag zu erhalten. Doch er bleibt in seiner Rolle: Er bietet Goldfinger sogar an, für ihn zu arbeiten. Kurz bevor die Säge ihn erreicht, verliert Bond erneut das Bewusstsein.
Als er wieder zu sich kommt, befindet er sich in einem Krankenhaus in den Vereinigten Staaten. Goldfinger ist auf sein Angebot eingegangen. Im Gespräch erfährt man, dass Bonds Verdacht wahr ist, wie Goldfinger seinen Schmuggel betreibt: Er kauft Gold in England auf, schmilzt es ein und gießt es in andere Formen, um es (getarnt als Flugzeugsitze oder Karosserieteile) im Flugzeug außer Landes zu schaffen. Um seinen Reichtum zu steigern, plant er nun die Operation Grand Slam, einen Überfall auf Fort Knox und der Diebstahl aller Goldreserven der USA. Dazu arrangiert er ein Treffen mit führenden Gangsterbossen Amerikas, darunter den Nachfolger der Spangs (siehe Diamantenfieber) und Pussy Galore, die lesbische Anführerin der Zementmischer. Während Goldfingers detaillierten Ausführungen seines Plans bemerkt Bond, der zwangsweise als Schreibkraft in Goldfingers Organisationsstab eingebunden wird, dass sich Tilly zu Pussy hingezogen fühlt.
Goldfinger plant, die Trinkwasserzufuhr um Fort Knox mit Sarin zu versetzen. Wenn der Katastrophenfall eintritt, wollen die Gangster getarnt als Hilfskonvoi die Tresore sprengen und das Gold auf Züge und Lastwagen verladen. Goldfinger will sich danach ins Baltikum absetzen. Bond setzt ein Schreiben mit Goldfingers Vorhaben auf, mit Hoffnung, dass es Felix Leiter erreicht. Der Plan scheint aufzugehen: Als der Trupp Louisville erreicht, finden sie überall leblose Körper. Doch gerade als sie Tresore öffnen wollen, erwachen alle Soldaten zum Leben. Die Botschaft hat Leiter erreicht und alles war nur inszeniert. Im folgenden Gefecht können Goldfinger und die anderen Gangsterbosse fliehen, doch Oddjob kann zuvor noch Tilly mit einem Wurf seines Bowlers töten.
Vor dem Rückflug nach England wird Bond unter einem Vorwand aus der Flughalle gelockt. Er verliert das Bewusstsein und findet sich in einem Flugzeug wieder. Goldfinger hat ihn entführt und will nun per Flugzeug fliehen. Pussy und Oddjob sind ebenfalls an Bord. In einem unbemerkten Moment kann Bond jedoch ein Fenster einschlagen und Oddjob wird aus dem Flugzeug gesogen. Bond verliert erneut das Bewusstsein und wird von den Tritten Goldfingers wach. In einem kurzen Handgemenge kann Bond Goldfinger überwältigen und erwürgen. Das Flugzeug kann notlanden, Bond und Pussy werden gerettet.

## Hintergrund
Der Name des Superschurken ist dem brutalistischen Architekten Ernő Goldfinger entlehnt. Ian Fleming – wie auch vielen Zeitgenossen – missfiel, dass dieser im großen Stil historische, viktorianische Gebäude für seine Betonbauten abreißen ließ. Auf Deutsch erschien der Roman zuerst 1965 beim Scherz Verlag im Hardcover als James Bond contra Goldfinger. Die Taschenbuchausgabe (1967) verkürzte den Titel dann zu Goldfinger. 2013 veröffentlichte Cross Cult eine ungekürzte Neuübersetzung.
Eine gleichnamige Verfilmung erschien 1964 als dritter Teil der Eon-Reihe. Sean Connery übernahm hier zum dritten Mal die Rolle des Agenten, der Deutsche Gert Fröbe war als Goldfinger zu sehen, während Honor Blackman Pussy Galore spielte. 1965 erhielt der Film einen Oscar für den Besten Tonschnitt sowie einen Ehrenoscar für technische Verdienste.
Drehbuchautor Richard Maibaum hielt sich weitgehend an den Roman. Allerdings behob er ein oft bemängeltes Problem in Goldfingers Plan: Wie Bond selbst im Film süffisant bemerkt, bräuchte ein Diebstahl aller Goldbarren aus Fort Knox viele Tage. Stattdessen soll eine schmutzige Bombe die US-Reserven verstrahlen und damit nutzlos machen, sodass mit dem Goldpreis auch Goldfingers Reichtum steigt. Dies ist nun grundsätzlich plausibel, wie der deutsche Physiker Metin Tolan berechnete.

## Belege
1. ↑  John Ezard: How Goldfinger nearly became Goldprick. In: The Guardian. 3. Juni 2005, abgerufen am 8. Februar 2025 (englisch).
2. ↑  James Bond: Goldfinger. Internet Movie Database, abgerufen am 1. Juli 2018.
3. ↑  James Chapman: Licence to Thrill. Cinema and Society, London/New York City 1999, ISBN 978-1-86064-387-3, S. 100–110 (englisch).
4. ↑  Metin Tolan: Geschüttelt, nicht gerührt. James Bond im Visier der Physik. vollständig überarbeitete Auflage. Piper Verlag, München 2020, ISBN 978-3-492-31026-0, S. 113–131.